# Afrothismia amietii
Espèce
Afrothismia amietii est une espèce de plantes de la famille des Burmanniaceae et du genre Afrothismia. C'est une plante endémique du Cameroun.

## Étymologie
Son épithète spécifique rend hommage à Jean-Louis Amiet, qui fut professeur à l'université de Yaoundé.

## Description
C'est une petite herbe achlorophyllienne pouvant atteindre 3 cm de longueur.

## Distribution
Elle n'a d'abord été observée qu'au mont Kala, dans la région du Centre, par une équipe de botanistes venus observer la végétation de l'habitat d'un oiseau rare, le Picatharte du Cameroun.

## Habitat
C'est celui de la forêt tropicale submontagnarde, à une altitude d'environ 850 m. 

## Écologie
L'exploitation forestière illégale et l'agriculture en font une espèce en danger critique d'extinction (CR).